# Giuseppe Hess
Giuseppe Edmondo Hess, dit Pino (né à Turin dans le Piémont le 4 avril 1884 et mort à Turin le 19 juin 1967), est un joueur (qui a évolué au poste de défenseur) et dirigeant de football allemand naturalisé italien, juriste de formation.

## Biographie

### Joueur
En 1897, quand le club est créé, il a 12 ans et joue déjà au football avec les fondateurs et se pose ainsi comme un des cofondateurs les plus méconnus. Selon ses proches, il courait derrière le tram quand il allait à l'école pour économiser l'argent pour le matériel et les déplacements de l'équipe.
Giuseppe Hess, surnommé Pino, commence le football   au Foot-Ball Club Juventus en 1901.
Il fut donc l'un des premiers joueurs étrangers à évoluer en Italie. Il débute avec le club juventino avec la réserve, et participe au championnat d'Italie 1903 et s'illustre notamment lors de l'année 1905, où il participe entre le 5 mars et le 9 avril au championnat de Prima Categoria 1905 qu'il remporte avec le club turinois. Il s'agit du premier trophée majeur remporté par le joueur ainsi que par le club.
En 1909, il rejoint le club lombard de l'US Milanese pour une brève expérience, avant d'ensuite retourner à la Juve la saison suivante.
Avec sa deuxième période chez les bianconeri, il fait ses débuts lors du Derby della Mole contre le Torino le 7 novembre 1909 lors d'une défaite 3-1, et joue son dernier match contre l'Inter le 11 février 1912 lors d'une défaite 4-0.

### Dirigeant
Il devient président du club de football turinois du Foot-Ball Club Juventus en 1913. Il est alors le 8e président du club piémontais. Il aura la lourde tâche de s'occuper du club pendant l'avant guerre dans un pays et une équipe en pleine transition.
Lorsqu'il arrive à la Juve, le club sort d'une crise de résultats, après plusieurs saisons difficiles. Il parviendra à redresser quelque peu la barre.